# الشرق الأوسط الأخضر
الشرق الأوسط الأخضر هي مبادرة سعودية أعلن عنها ولي العهد الأمير محمد بن سلمان في 27 مارس 2021. وتهدف للمساهمة في جهود مكافحة التغير المناخي من خلال رفع الغطاء النباتي في دول الشرق الأوسط، وتقليل انبعاثات الكربون، ومكافحة التلوث وتدهور الأراضي، والحفاظ على الحياة البحرية.

## وصف المبادرة
تستهدف المبادرة منطقة الشرق الأوسط، حيث ستعمل السعودية مع دول مجلس التعاون لدول الخليج العربية والشرق الأوسط، لزراعة 40 مليار شجرة إضافية في الشرق الأوسط، ضمن برنامج يهدف لزراعة 50 مليار شجرة، وهو أكبر برنامج إعادة تشجير في العالم، ويبلغ ضعف حجم السور الأخضر العظيم في منطقة الساحل (ثاني أكبر مبادرة إقليمية من هذا النوع).

## خطة العمل
سيعمل هذا المشروع على استعادة مساحة تعادل (200 مليون) هكتار من الأراضي المتدهورة مما يمثل (5%) من الهدف العالمي لزراعة (1 تريليون) شجرة ويحقق تخفيض بنسبة (2.5%) من معدلات الكربون العالمية، كما ستعمل المملكة العربية السعودية مع دول الشرق الأوسط على نقل المعرفة ومشاركة الخبرات مما سيسهم في تخفيض انبعاثات الكربون الناتجة عن إنتاج النفط في المنطقة بأكثر من 60%، وتخفيض الانبعاثات الكربونية بما نسبته أكثر من 10% من المساهمات العالمية.

## قمم المبادرة

### قمة مبادرة الشرق الأوسط الأخضر 2021
انطلقت قمة الشرق الأوسط الأخضر في الرياض في 25 أكتوبر 2021 برئاسة ولي العهد السعودي الأمير محمد بن سلمان، حيث أعلن عن عزم المملكة على إنشاء منصة تعاون لتطبيق مفهوم الاقتصاد الدائري للكربون، وتأسيس مركز إقليمي للتغير المناخي، وإنشاء مجمع إقليمي لاستخلاص الكربون واستخدامه وتخزينه، وتأسيس مركز إقليمي للإنذار المبكر بالعواصف، وتأسيس مركز إقليمي للتنمية المستدامة للثروة السمكية، وإنشاء برنامج إقليمي لاستمطار السحب. وسيكون لهذه المراكز والبرامج دوراً كبيراً في تهيئة البنية التحتية اللازمة لحماية البيئة وتخفيض الانبعاثات ورفع مستوى التنسيق الإقليمي.
كما أعلن عن تأسيس صندوق للاستثمار في حلول تقنيات الاقتصاد الدائري للكربون في المنطقة، ومبادرة عالمية تساهم في تقديم حلول الوقود النظيف لتوفير الغذاء، لأكثر من (750) مليون شخص بالعالم. ويبلغ إجمالي الاستثمار في هاتين المبادرتين ما يقارب (39) مليار ريال، وستساهم المملكة في تمويل قرابة (15%) منها. وستعمل المملكة مع الدول وصناديق التنمية الإقليمية والدولية لبحث سبل تمويل وتنفيذ هذه المبادرات.
ولرفع مستوى التنسيق، أعلن الأمير محمد بن سلمان عن تأسيس مؤسسة المبادرة الخضراء، كمؤسسة غير ربحية لدعم أعمال القمة.

#### نتائج القمة
- أعلنت المملكة العربية السعودية خلال قمة القمة أنها ستعمل على إنشاء مجمع إقليمي لاستخلاص الكربون واستخدامه وتخزينه، وتأسيس مركز إقليمي للإنذار المبكر بالعواصف للإسهام في تقليل المخاطر الصحية الناتجة عن موجات الغبار، وعلى تأسيس مركز إقليمي للتنمية المستدامة للثروة السمكية للإسهام في رفع التنوع البيولوجي البحري وخفض مستوى الانبعاثات في قطاع الأسماك بقرابة (15 %)، وإنشاء برنامج إقليمي لاستمطار السحب للإسهام في رفع مستوى الهاطل المطري بقرابة (20%).
- وبحسب البيان الرئاسي للقمة «ستعمل المملكة على إنشاء مبادرة عالمية للإسهام في تقديم حلول الوقود النظيف لتوفير الغذاء لأكثر من (750) مليون شخص بالعالم، وإنشاء صندوق للاستثمار في حلول تقنيات الاقتصاد الدائري للكربون في المنطقة، ويبلغ إجمالي الاستثمار في هاتين المبادرتين ما يقارب (39) مليار ريال، وستسهم المملكة في تمويل قرابة (15 %) منها»
- تأسيس مؤسسة المبادرة الخضراء.
- اتفاق القادة المشاركون على أهمية العمل الجماعي لوضع خريطة طريق إقليمية لتحقيق مستهدفات المبادرة، وتشكيل فرق عمل مشتركة وعقد القمة دوريا لوضع خطط تنفيذية تسهم في تحقيق مستهدفات المبادرة.[5]

### قمة مبادرة الشرق الأوسط الأخضر 2022
انطلقت النسخة الثانية من مبادرة الشرق الأوسط الأخضر في 7 نوفمبر 2022 في مدينة شرم الشيخ برئاسة مشتركة بين الأمير محمد بن سلمان بن عبد العزيز آل سعود، ولي العهد رئيس مجلس الوزراء والرئيس المصري عبد الفتاح السيسي، تحت شعار: «من الطموح إلى العمل»، بالتزامن مع انعقاد مؤتمر الأمم المتحدة المعني بتغيّر المناخ (COP27).

#### نتائج القمة
- أعلن الأمير محمد بن سلمان خلال افتتاحه أعمال القمة استضافة السعودية مقر «مبادرة الشرق الأوسط الأخضر»، وإسهامها بمبلغ 2.5 مليار دولار دعماً للمبادرة على مدى السنوات العشر المقبلة.[8]
- استهداف صندوق الاستثمارات العامة الوصول للحياد الصفري بحلول عام 2050.
- جددت السعودية التزامها بالعمل مع دول المنطقة من أجل تحقيق أهداف مبادرة الشرق الأوسط.
- أكّد القادة على أن مبادرة الشرق الأوسط الأخضر الثانية ستسهم في تسريع الوصول إلى أهداف التنمية المستدامة 2030، وتحقيق الرخاء لشعوب الدول الأعضاء.[9][10]